# Morgausi járás
A Morgausi járás (oroszul Моргаушский район, csuvas nyelven Муркаш районĕ) Oroszország egyik járása Csuvasföldön. Székhelye Morgausi.

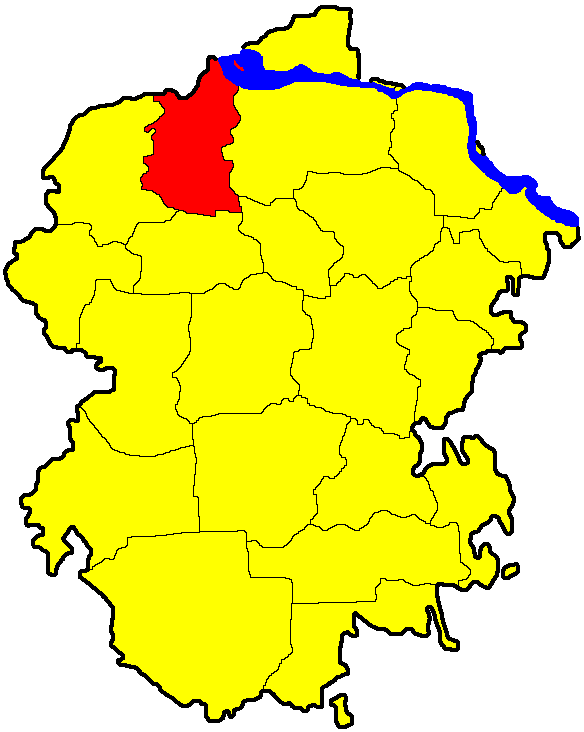
A Morgausi járás Csuvasföldön

## Népesség
- 1989-ben 38 465 lakosa volt.
- 2002-ben 37 127 lakosa volt, melynek 98%-a csuvas.
- 2010-ben 34 884 lakosa volt.